# Coptops hypocritus
Coptops hypocritus es una especie de escarabajo longicornio del género Coptops, tribu Mesosini, subfamilia Lamiinae. Fue descrita científicamente por Lameere en 1892.

## Descripción
Mide 14 milímetros de longitud.

## Distribución
Se distribuye por Gabón y Santo Tomé y Príncipe.